# مقاطعة داغيت (يوتا)
مقاطعة داغيت (بالإنجليزية: Daggett County)‏ هي إحدى مقاطعات ولاية يوتا في الولايات المتحدة الأمريكية.